# Městský dům čp. 85 (Vidnava)
Městský dům č. p. 85 se nachází v Radniční ulici v sousedství domu č. p. 84 a domu č. p. 86 ve Vidnavě v okrese Jeseník. Byl zapsán do seznamu kulturních památek ČR před rokem 1988 a je součástí městské památkové zóny Vidnava.

## Historie
Významný urbanistický rozvoj města probíhal na přelomu 15. a 16. století; vyvrcholil v roce 1551 výstavbou renesanční radnice. Další vliv na renesanční přestavbu města měl požár v roce 1574. V období třicetileté války město v roce 1632 vyhořelo a znovu se obnovovalo. Další přestavby v podobě dolnoslezského baroka přišly po požáru části města v roce 1713. Rozvoj plátenictví znamenal rozvoj výstavby po skončení sedmileté války. V třicátých letech 19. století byla zbourána převážná část hradeb i obě městské brány. Podle mapy stabilního katastru lze zaznamenat růst města jehož vrcholem je rok 1850, kdy se soudním okresem stal Jeseník. Ve Vidnavě pak byly nejvýznamnějšími stavbami nová radnice (1867), gymnázium (1871), škola (1887) s kaplí (1898) a filiálním domem (1914) boromejek, kostel svatého Františka z Assisi (1897) nebo stavba železnice (1897). V období první republiky začala Vidnava upadat. V druhé polovině 20. století byla řada cenných měšťanských domů zbořena nebo zcela přestavěna. Na místo nich byly postaveny panelové domy. V roce 1992 bylo po vyhlášení památkové zóny městské historické jádro konsolidováno.
Mezi domy památkové zóny patří empírový dům na Radniční ulici čp. 85, který byl postaven na středověkém jádře v první třetině 19. století. V roce 1975 byl rekonstruován.

## Popis
Měšťanský dům je řadová jednopatrová tříosá stavba krytá sedlovou střechou s polovalbou. Průčelí je děleno kordonovou a korunní římsou. Bosované přízemí je prolomeno ve střední ose portálem a dvěma okny po stranách vchodu. Vchod i okna v nadpraží jsou zdobená drobnou rustikou. Okna v hladce omítnutém patře jsou v jednoduchých šambránách s nadokenní římsou. Nad hlavní římsou je lichoběžníkový (valbový) štít se dvěma okny v jednoduchých rámech. Mezi okny je výklenek pro sošku. Místnosti a chodby jsou plochostropé.